# The Hellfreaks
A The Hellfreaks az első magyar külföldön sikeres punk együttes, női frontemberrel. 2009-ben Budapesten alakultak.

## A zenekar története
2009 februárjában alakult Budapesten a Hellfreaks. A zenekar előzményei 2007-ig nyúlnak vissza, mikor a két alapító tag – a gitáros Freaky Tiki és akkor még dobos Shakey Sue – együtt zenélt egy surf-psycho együttesben (Los Tiki Torpedoes).
3 év elteltével elhatározták, hogy a keményebb zenei irány felé fordulnak. Így két barátjukkal kiegészülve megalapították a Hellfreaks-t, ami leginkább a psychobilly, horrorpunk és a metál stíluselemeit ötvözi. 2009 nyarán vették fel első demójukat. Az év végén az együttes több mint 180 zenekar közül nyert a PANKK pályázatán, az így szerzett anyagi támogatásnak köszönhetően pedig elkészíthették első videóklipjüket. A Boogieman című dal hamarosan a világ egyik legnézettebb YouTube videójává vált a nemzetközi psychobilly körökben.
A 2010-es év elején „Hell Sweet Hell“ című debütáló lemezük meglepően nagy sikere bejárta a világot Alaszkától Ausztráliáig. Kétéves turnézást követően, rengeteg tapasztalattal felvértezve bemutatták második, „Circus Of Shame” névre hallgató stúdióalbumukat, az első koronghoz hasonlóan, a német Longneck Records gondozásában.
Az eltelt 9 év alatt bejárták Európa megannyi országát, a kisebb kluboktól a giga-fesztiválokig, valamint több ízben adtak már koncertet a tengerentúlon is.  Az idők során természetesen a hangzás, a stílus is változott; a psychobilly-s elemek elmaradtak, helyüket az enyhén metálos, de sokkal inkább punkrockos stílusjegyek váltották föl. Ez az egyfajta újradefiniálás mellett az Astoria előtti időkben a zenekar tagsága is megváltozott.

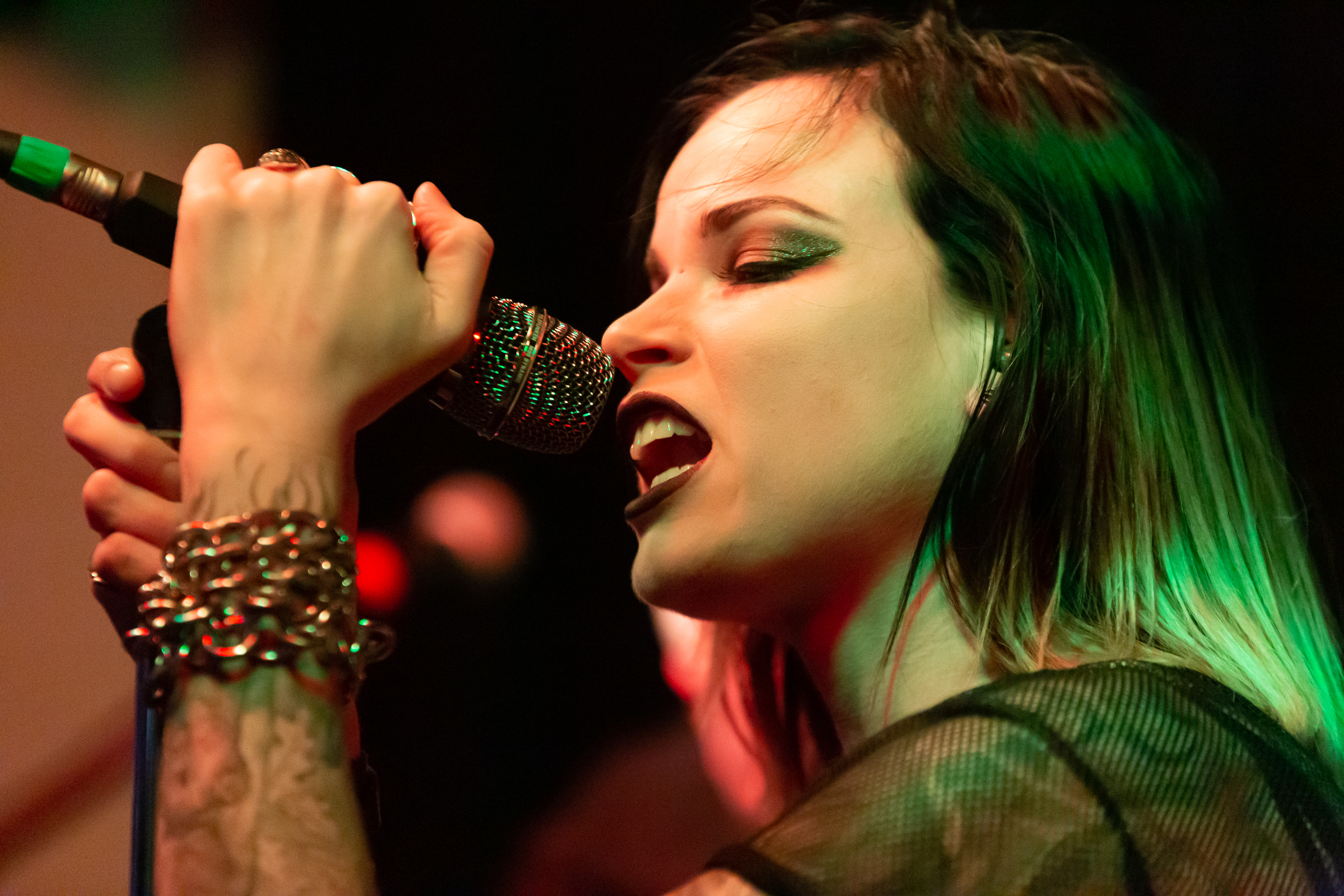
"Shakey Sue" egy koncerten Erfurtban (2018)

## Diszkográfia

### Stúdióalbumok
- 2010: Hell, Sweet Hell[5]
- 2012: Circus of Shame
- 2016: Astoria
- 2020: God on the Run

### Válogatások
- 2011: Psychomania Magazine, Németország
- 2011: Big Five Magazine #6
- 2012: Gothic Compilation Part LVI, Németország
- 2012: We Are Rockers: Godless Wicked Creeps Tribute Album, released at Longneck Records, Németország
- 2013: Dynamite Vol. 35 (supplement to the Dynamite magazine Vol. 80, 1/2013), Németország
- 2013: Roots! Riot! Rumble!, released at Wolverine Records, Németország
- 2013: Punkabilly Shakes The World Vol. 2, Rude Runner Records, Japán
- 2014: Punkabilly Shakes The World Vol.3,[6] Rude Runner Records, Japán
- 2014: Don't Mess With The Girls, Wolverine Records, Németország
- 2017: Saving Souls With Rock'n Roll, Wolverine Records, Németország

### Videóklipek
- 2011: Boogieman
- 2013: Godless Girl's Fun
- 2016: Rope
- 2017: Burn The Horizon[7]
- 2017: I'm Away[6]